# Scaphytopius albomarginatus
Scaphytopius albomarginatus är en insektsart som beskrevs av Delong 1943. Scaphytopius albomarginatus ingår i släktet Scaphytopius och familjen dvärgstritar. Inga underarter finns listade i Catalogue of Life.